# Sarothrias pacificus
Sarothrias pacificus  (лат.) — вид мелких жуков рода Sarothrias из семейства Якобсонииды (Jacobsoniidae). Океания.

## Распространение
Новая Каледония.

## Описание
Очень мелкие жуки, которые имеют длину около 2 мм, желтовато-коричневого цвета. Секреция надкрылий сильно редуцирована. 11-й антенномер без чешуевидных щетинок. Надкрылья блестящие. Пронотум с 2 или 3 чешуевидными щетинками. 
Эпиплевральный и латеральный кили оканчиваются на одном уровне. Формула лапок 3-3-3, булава усиков 3-члениковая.
Вид Sarothrias pacificus был впервые описан в 1995 году австралийским колеоптерологом Станиславом Адамом Слипинским (Stanislaw Adam Ślipiński) и швейцарским энтомологом Иваном Лёблем (Ivan von Löbl) , а его валидный статус подтверждён в ходе ревизии, проведённой в 2015 году китайскими энтомологами (Wen-Xuan Bi, Шанхай; Chang-Chin Chen, Tianjin New Wei San Industrial Company, Limited, Tianjin; Mei-Ying Lin, National Zoological Museum of China, Пекин, Китай).